# 490. pehotni polk (Wehrmacht)
Za druge 490. polke glejte 490. polk.
490. pehotni polk (izvirno nemško Infanterie-Regiment 490) je bil eden izmed pehotnih polkov v sestavi redne nemške kopenske vojske med drugo svetovno vojno.

## Zgodovina
Polk je bil ustanovljen 26. avgusta 1939 kot polk 4. vala v WK X iz nadomestnih bataljonov 6., 26. in 46. pehotnega polka; polk je bil dodeljen 269. pehotni diviziji. 
29. septembra 1940 je bil III. bataljon izvzet iz sestave in dodeljen 434. pehotnemu polku; bataljon je bil nadomeščen.
2. maja 1942 je bil II. bataljon razpuščen v bojih; posledično je bil III. bataljon preimenovan v II.
15. oktobra 1942 je bil polk preimenovan v 490. grenadirski polk.